# Антон Гюнтер фон Олденбург
Антон Гюнтер Фридрих Август Йосиас фон Олденбург (на немски: Anton Günther Herzog von Oldenburg; Anton-Günther Friedrich August Josias von Holstein-Gottorp, Herzog von Oldenburg; * 16 януари 1923, Лензан, Шлезвиг-Холщайн; † 20 септември 2014, Гюлденщайн в Хармсдорф, Шлезвиг-Холщайн) е херцог на Олденбург, от 1970 до 2014 г. глава на фамилията Олденбург.

## Биография
Той е най-големият син на последния наследстевен велик херцог Николаус фон Олденбург (1897 – 1970) и първата му съпруга принцеса Хелена фон Валдек-Пирмонт (1899 – 1948), дъщеря на княз Фридрих фон Валдек-Пирмонт (1865 – 1946) и Батилдис фон Шаумбург-Липе (1873 – 1962). Внук е на последния управляващ велик херцог Фридрих Август II фон Олденбург (1852 – 1931) и принцеса Елизабет фон Мекленбург-Шверин (1869 – 1955). Баща му е член на НСДАП.
Антон Гюнтер фон Олденбург живее в имението Гут Гюлденщайн в Хармсдорф, Шлезвиг-Холщайн, където умира на 91 години на 20 септември 2014 г. Той е погребан на 4 октомври 2014 г. във велико-херцогския мавзолей в Гертруден-гробището в Олденбург.

## Фамилия
Антон Гюнтер фон Олденбург се жени на 7 август 1951 г. в Кройцвертхайм ам Майн за принцеса Амелия Гертруд Паулина Антония Маделайна Ванда Елизабет фон Льовенщайн-Вертхайм-Фройденберг (* 4 март 1923, Франкфурт на Майн; † 26 март 2016, Еутин), дъщеря на 6. княз Удо фон Льовенщайн-Вертхайм-Фройденберг (1896 – 1980) и графиня Маргарета фон Кастел-Кастел (1899 – 1969), дъщеря на 1. княз Фридрих Карл фон Кастел-Кастел (1864 – 1923) и графиня Гертруд фон Щолберг-Вернигероде (1872 – 1924). Брат му херцог Петер фон Олденбург (1926 – 2016), се жени същия ден на 7 август 1951 г. в Кройцвертхайм, за нейната сестра Гертруд (1926 – 2011). Те имат две деца: 
- Хелена Елизабет Батхилдис Маргарета (* 3 август 1953, Растеде), неомъжена
- Кристиан фон Олденбург (* 1 февруари 1955, Растеде), херцог на Олденбург, женен на 26 септември 1987 г. в Пронсторф за графиня Каролина фон Рантцау (* 10 април 1962); има трима сина и една дъщеря